# Jon Secada
Jon Secada, właśc. Juan Francisco Secada Martínez (ur. 4 października 1961 w Hawanie) – kubański piosenkarz i autor tekstów, laureat nagrody Grammy Awards.

## Życiorys
Urodził się w Hawanie na Kubie jako syn Victorii i José Secady. Kiedy miał dziewięć lat, wraz z rodzicami przeniósł się do Miami, gdzie przenikały się disco, pop, rhythm and blues i salsa. Od dziecka interesował się muzyką, takich wykonawców jak: Barry Manilow, Marvin Gaye, Billy Joel, Elton John i Stevie Wonder, a także Earth, Wind & Fire i  Marvina Gaye’a. Dorastał na Hialeah (Floryda), gdzie w 1979 ukończył naukę w Hialeah High School. Wystąpił w przedstawieniu Opowieść wigilijna i został zachęcony przez nauczycieli do kontynuowania muzycznej kariery.
W 1983 uzyskał tytuł licencjata muzyki, a w 1986 zdobył tytuł magistra muzyki w jazzowym wykonaniu wokalnym, oba we Frost School of Music. Ukończył cum laude, a później został wprowadzony do Iron Arrow Honor Society.
Swój pierwszy debiutancki album wydał w 1992 pod nazwą Jon Secada. Singiel wydany na tej płycie „Just Another Day” przyniósł mu międzynarodową sławę. Łącznie sprzedał blisko 20 mln płyt na całym świecie. Zdobył dwie nagrody Grammy Awards. Współpracował m.in. z Glorią Estefan.

## Dyskografia

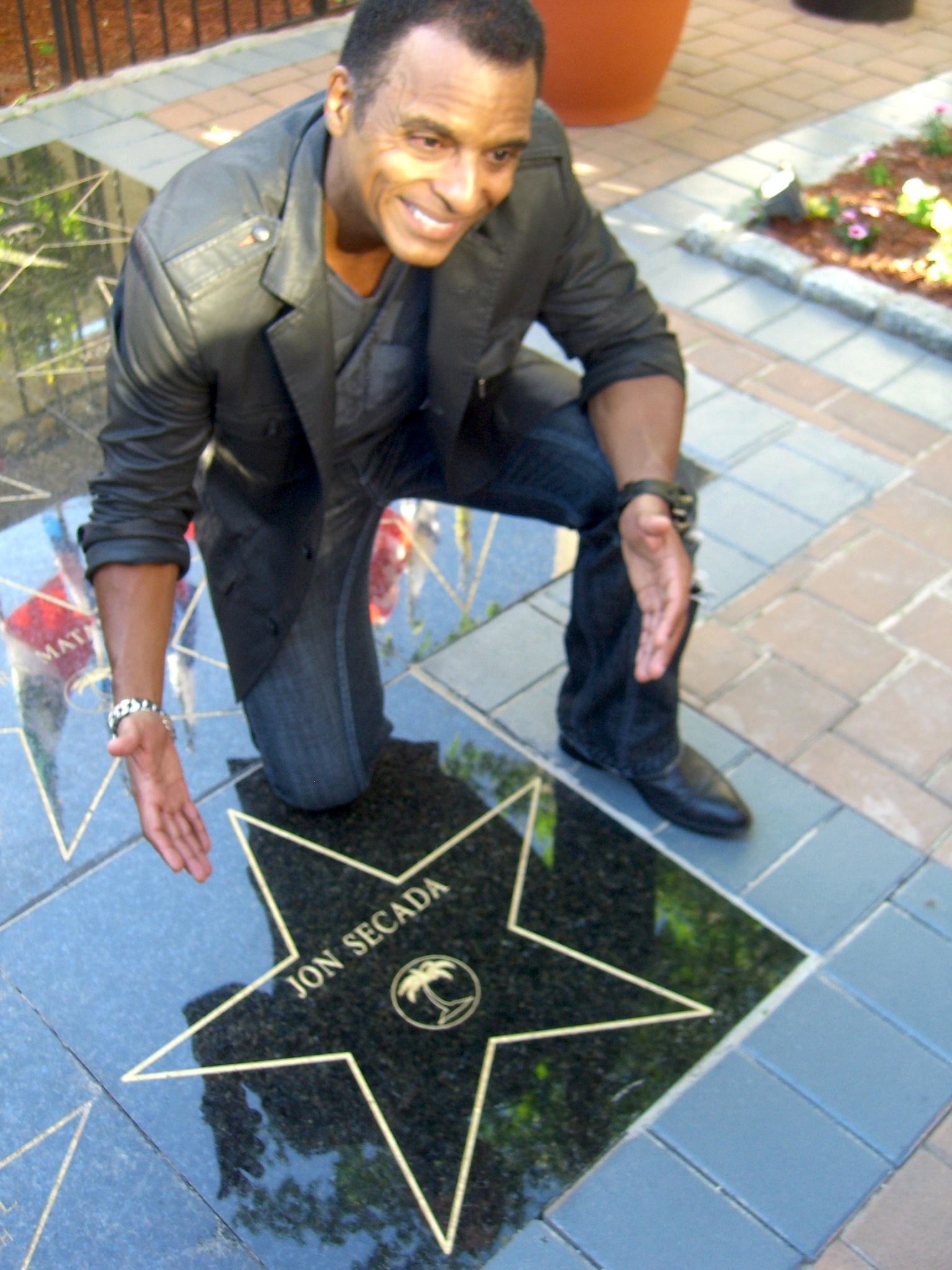
Jon Secada

- Jon Secada (1992)
- Otro Día Más Sin Verte (1992)
- Heart, Soul and a Voice (1994)
- Si Te Vas (1994)
- Amor (1995)
- Secada (1997)
- Secada (Español) (1997)
- Jon Secada Greatest Hits (1999)
- Jon Secada Grande Éxitos (1999)
- Better Part Of Me (2000)
- The Gift (2001)
- Amanecer (2002)
- Same Dream (2005)
- A Christmas Fiesta (2007)
- Una Fiesta Navideña (2007)
- Expressions (2009)
- Classics/Clasicos (2010)
- Otra Vez (2011)
- To Beny Moré With Love (2017)